# Tanjung Bojo
Tanjung Bojo is een bestuurslaag in het regentschap Tanjung Jabung Barat van de provincie Jambi, Indonesië. Tanjung Bojo telt 1177 inwoners (volkstelling 2010).